# William Gibson (dramaturge)
Ne pas confondre avec l'écrivain américain William Gibson.
Pour les articles homonymes, voir William Gibson (homonymie) et Gibson.
Œuvres principales
- Miracle en Alabama
- Deux sur la balançoire

William Gibson, né le 13 novembre 1914 à New York et mort le 25 novembre 2008 à Stockbridge dans le Massachusetts, est un dramaturge américain.

## Œuvres
En 1957, son texte Miracle en Alabama (The Miracle Worker) est adapté pour la télévision par Arthur Penn, avec Teresa Wright et Patty McCormack, adaptation qui récolte plusieurs nominations aux Emmy Awards. L'année suivante Arthur Penn met en scène la pièce de Gibson Deux sur la balançoire (Two for the Seesaw), qui est aussi un succès immédiat et vaut à son auteur une nomination aux Tony Awards. William Gibson remportera le Tony Award de la meilleure pièce en 1960 pour The Miracle Worker (Miracle en Alabama), lors de la production de la pièce sur Broadway, toujours dans une mise en scène de Penn qui adaptera aussi la pièce au cinéma en 1962, avec Ann Bancroft et Patty Duke.

### Mise en scène de ses pièces
- 1958 : Two for the Seesaw (Deux sur la balançoire), mise en scène Arthur Penn, avec Henry Fonda et Anne Bancroft, Broadway, New York
- 1958 : Deux sur la balançoire, mise en scène Luchino Visconti, adaptation Louise de Vilmorin, avec Annie Girardot et Jean Marais, Théâtre des Ambassadeurs, Paris
- 1960 : The Miracle Worker (Miracle en Alabama), mise en scène Arthur Penn, avec Anne Bancroft, Broadway, New York
- 1961 : Miracle en Alabama, mise en scène François Maistre et Jean Laroquette, adaptation Marguerite Duras et Gérard Jarlot, Théâtre Hébertot, Paris
- 1985 : Deux sur la balançoire, mise en scène Bernard Murat, adaptation Jean-Loup Dabadie, avec Nicole Garcia et Jacques Weber, Théâtre de l'Atelier, Paris
- 1986 : Deux sur la balançoire, mise en scène Bernard Murat, adaptation Jean-Loup Dabadie, avec Nicole Garcia et Jean-Louis Trintignant, Théâtre de la Madeleine, Paris
- 2006 : Deux sur la balançoire, mise en scène Bernard Murat, adaptation Jean-Loup Dabadie, avec Alexandra Lamy et Jean Dujardin, Théâtre Édouard-VII, Paris

### Éditions
- Miracle en Alabama, L'Avant-scène théâtre, n° 279, 1963
- Miracle en Alabama, Fayard, 1963
- Deux sur la balançoire, éditions Papiers, 1986

## Adaptations cinématographiques
- 1962 : Miracle en Alabama d'Arthur Penn
- 1962 : Deux sur la balançoire de Robert Wise

## Récompenses et nominations
- Tony Awards 1958 : nomination pour le Tony Award de la meilleure pièce pour Two For The Seesaw (Deux sur la balançoire)
- Tony Awards 1960 : Tony Award de la meilleure pièce pour The Miracle Worker (Miracle en Alabama)[3]
- Oscars 1963 : nomination à l'Oscar du meilleur scénario adapté pour le film Miracle en Alabama (The Miracle Worker) d'Arthur Penn